# رونالد كينغ
رونالد كينغ (بالإنجليزية: Ronald King)‏ هو لاعب اتحاد الرغبي نيوزيلندي، ولد في 19 أغسطس 1909 في Waiuta ‏ في نيوزيلندا، وتوفي في 10 يناير 1988 في غرايموث في نيوزيلندا.

## وصلات خارجية
- رونالد كينغ عل موقع إسبنسكروم (الإنجليزية)